# Бузлановский сельсовет
Бузлановский сельсовет — упразднённая административно-территориальная единица, существовавшая на территории Московской губернии и Московской области до 1959 года.
Бузлановский с/с был образован в первые годы советской власти. В 1919 году Бузлановский с/с входил в Павловскую волость Звенигородского уезда Московской губернии.
14 января 1921 года Павловская волость была передана в Воскресенский уезд.
В 1924 году Бузлановский с/с был упразднён.
В 1927 году Бузлановский с/с был восстановлен путём преобразования Степановского с/с.
В начале 1929 года из Бузлановского с/с был выделен Степановский с/с.
В 1929 году Бузлановский с/с был отнесён к Воскресенскому району Московского округа Московской области. При этом к нему был присоединён Степановский с/с.
30 октября 1930 года Воскресенский район был переименован в Истринский район.
27 сентября 1932 года Бузлановский с/с был передан в Красногорский район.
14 июня 1954 года к Бузлановскому с/с был присоединён Николо-Урюпинский с/с.
30 декабря 1959 года Бузлановский с/с был упразднён, а его территория передана в Ильинский с/с.